# هایما ام۶
هایما ام۶ یک سدان کامپکت است که از سال ۲۰۱۳ در چین تولید می‌شود. این خودرو جایگزین هایما ۳ است.

## مشخصات کلی
نمونهٔ پیش تولید هایما ام۶ در آوریل ۲۰۱۳ در نمایشگاه خودرو شانگهای در سال ۲۰۱۳ معرفی شد. نمونهٔ تولید انبوه این خودرو در آوریل ۲۰۱۵ به بازار عرضه شد. اندکی بعد، هایما یک فیس‌لیفت جزئی برروی این خودرو انجام داد و آن را با قیمت ۶۹٬۸۰۰ تا ۱۰۲۸۰۰ یوان روانهٔ بازار کرد.

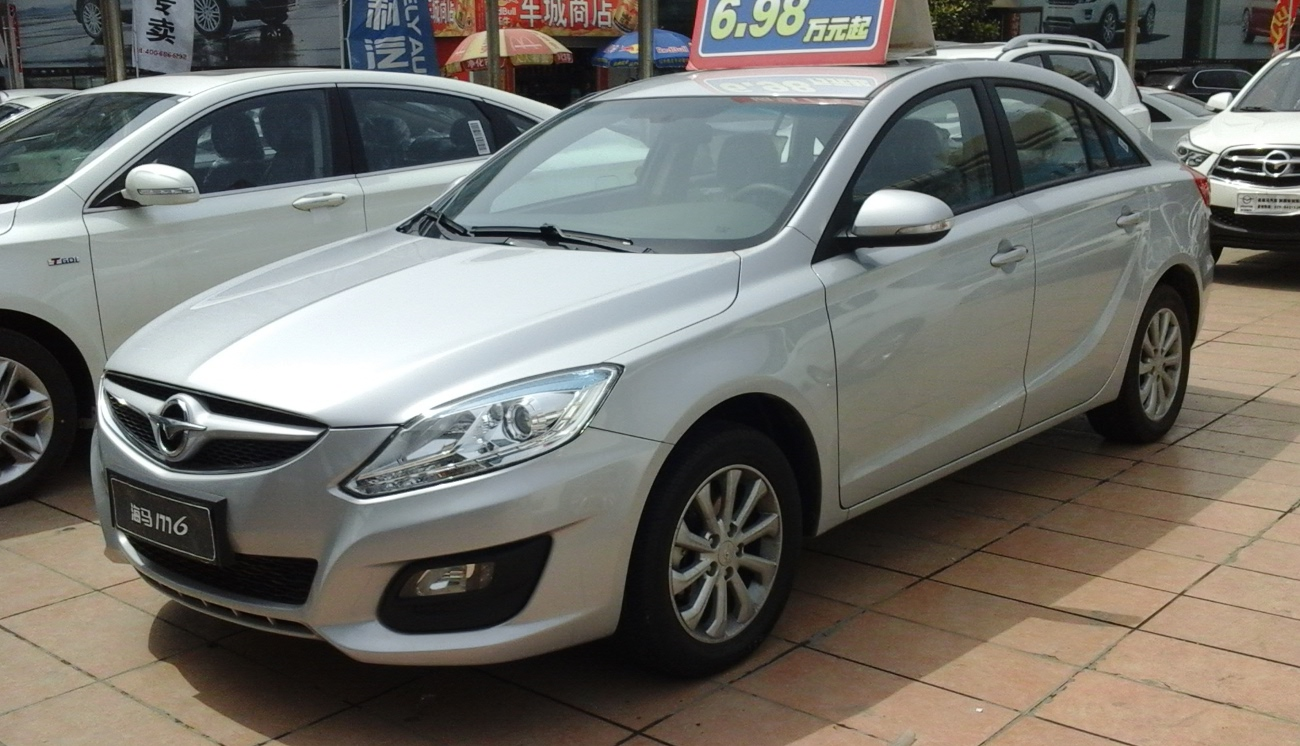
هایما ام۶
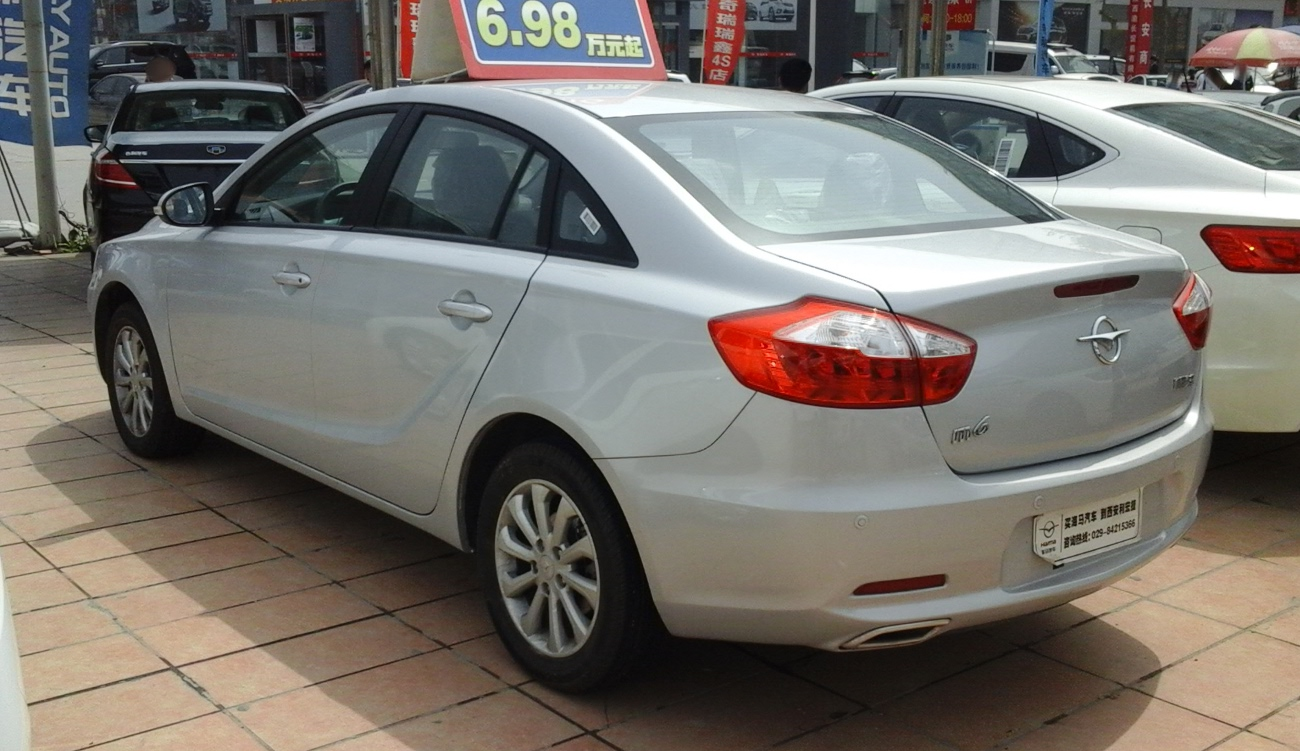
هایما ام۶
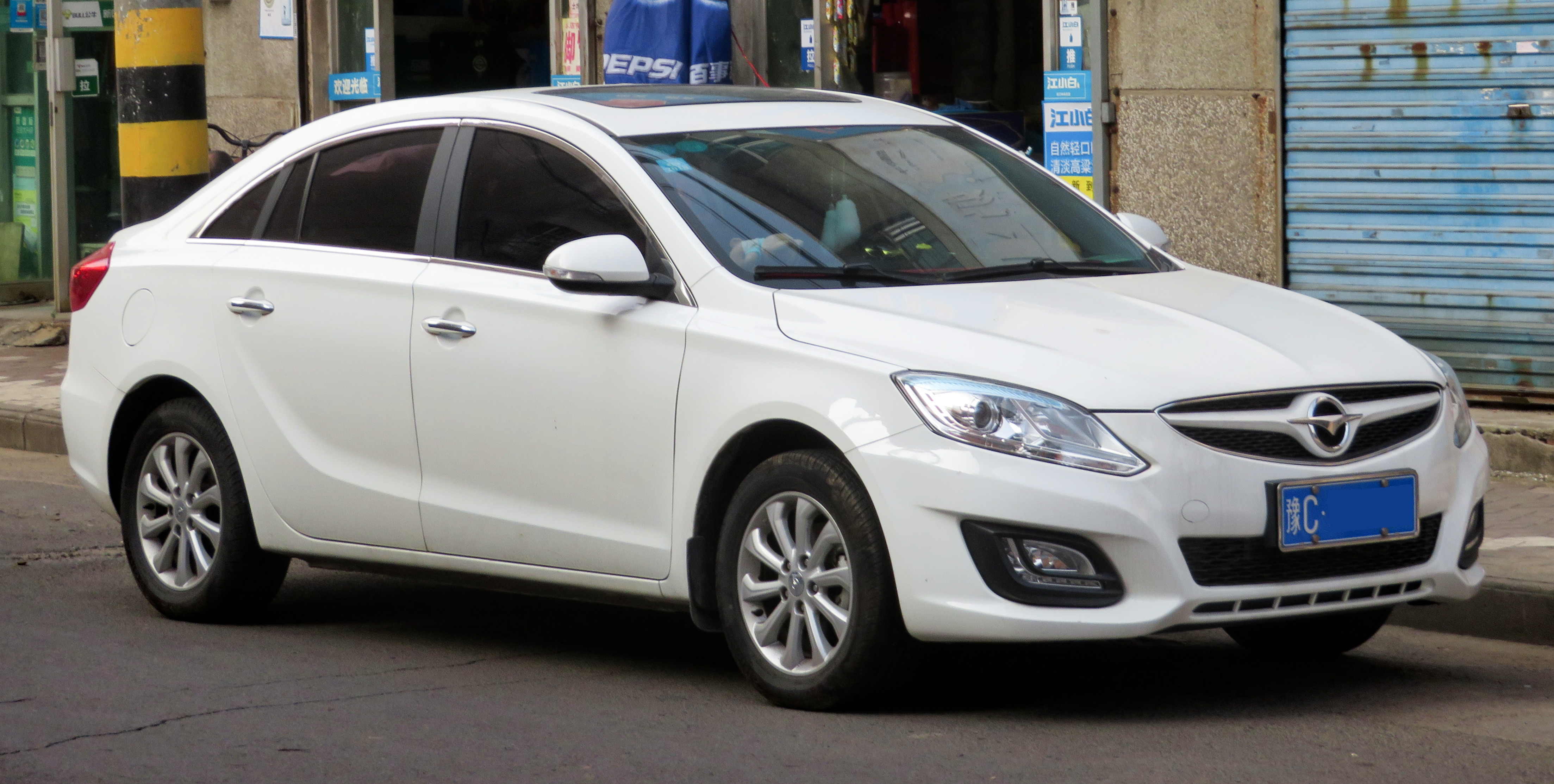
فیس‌لیفت هایما ام۶
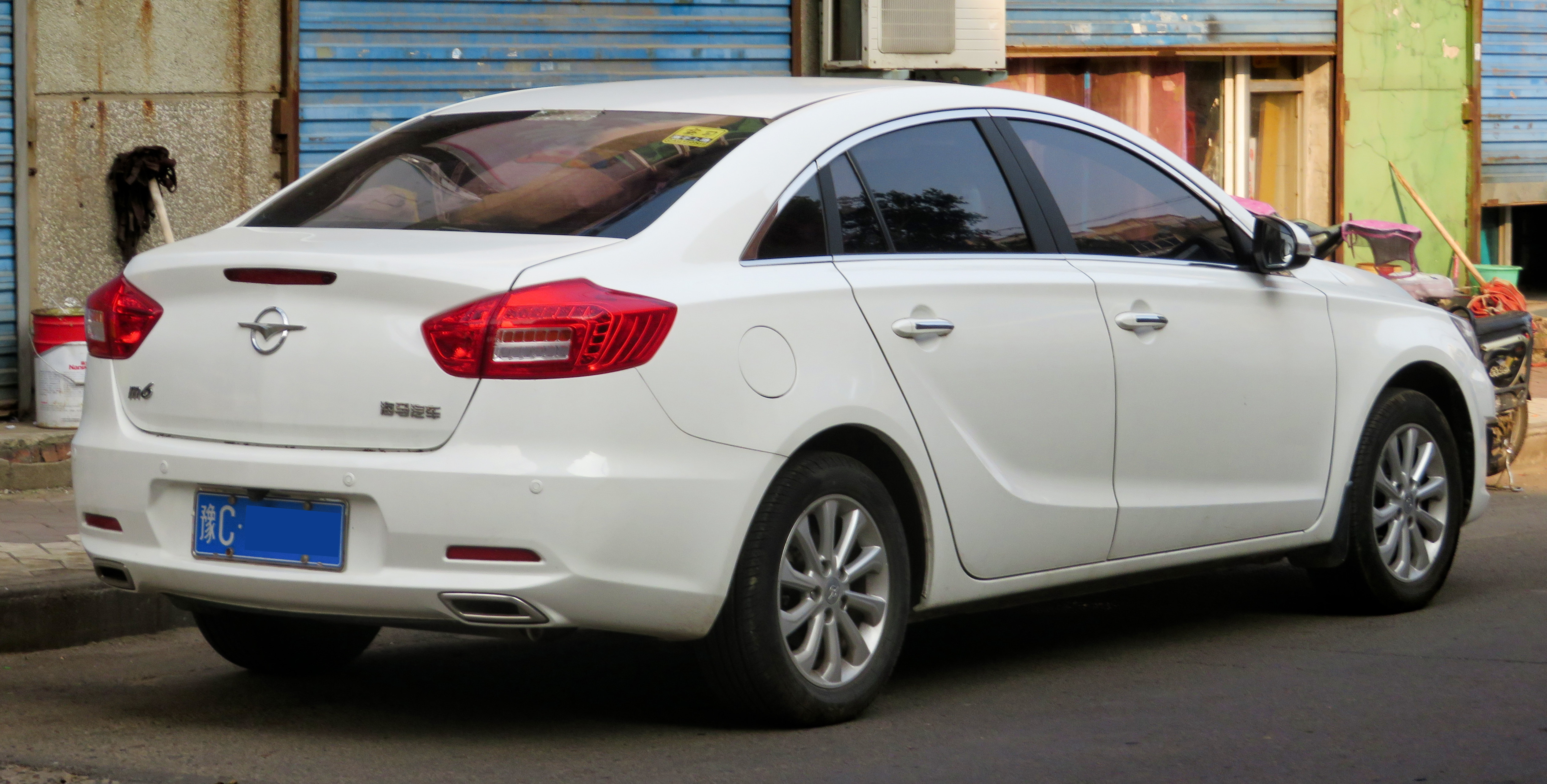
فیس‌لیفت هایما ام۶